# II. třída okresu Opava 2003/2004
V soubojích fotbalové II. třídy okresu Opava 2003/2004, jedné ze skupin 8. nejvyšší fotbalové soutěže, se utkalo 14 týmů dvoukolovým systémem podzim – jaro. Tento ročník skončil v červnu 2004. Postup do I. B třídy Moravskoslezského kraje 2004/2005 si zajistil vítězný tým SK Strahovice, do III. třídy okresu Opava 2004/2005 sestoupily poslední dva týmy TJ Sokol Kobeřice „B“ a FK Vávrovice. 

## Výsledná tabulka
| Poř. | Tým                               | Z  | V  | R  | P  | VG | OG | B  |
| ---- | --------------------------------- | -- | -- | -- | -- | -- | -- | -- |
| 1.   | SK Strahovice                     | 26 | 16 | 5  | 5  | 56 | 26 | 53 |
| 2.   | TJ Spartak Budišov nad Budišovkou | 26 | 15 | 6  | 5  | 67 | 35 | 51 |
| 3.   | TJ Otice                          | 26 | 12 | 8  | 6  | 53 | 30 | 44 |
| 4.   | TJ Slezská Hořina Brumovice       | 26 | 12 | 7  | 7  | 60 | 43 | 43 |
| 5.   | TJ Slavia Malé Hoštice            | 26 | 12 | 6  | 8  | 50 | 38 | 42 |
| 6.   | TJ Hradec nad Moravicí            | 26 | 12 | 5  | 9  | 48 | 39 | 41 |
| 7.   | TJ Sokol Linultovice              | 26 | 11 | 7  | 8  | 47 | 38 | 40 |
| 8.   | TJ Sokol Služovice                | 26 | 9  | 6  | 11 | 38 | 57 | 33 |
| 9.   | FK Velké Hoštice „B“              | 26 | 8  | 7  | 11 | 37 | 51 | 33 |
| 10.  | TJ Vítkov                         | 26 | 8  | 7  | 11 | 45 | 46 | 33 |
| 11.  | TJ Sokol Hněvošice                | 26 | 7  | 8  | 11 | 39 | 52 | 29 |
| 12.  | TJ Sokol Kozmice                  | 26 | 6  | 10 | 10 | 29 | 38 | 28 |
| 13.  | TJ Sokol Kobeřice „B“             | 26 | 4  | 6  | 16 | 23 | 53 | 18 |
| 14.  | FK Vávrovice                      | 26 | 4  | 4  | 18 | 29 | 75 | 16 |

Poznámky:
- Z = Odehrané zápasy; V = Vítězství; R = Remízy; P = Prohry; VG = Vstřelené góly; OG = Obdržené góly; B = Body; (S) = Mužstvo sestoupivší z vyšší soutěže; (N) = Mužstvo postoupivší z nižší soutěže (nováček)

|  | Postup do I. B třídy Moravskoslezského kraje 2004/2005 |
|  | Sestup do III. třídy okresu Opava 2004/2005            |